# Ludi Konj
T‘ašunka Witko, poznatiji kao Ludi Konj (eng. Crazy Horse) (blizu Rapid Cityja, Južna Dakota, 1840. ili 1842. – Fort Robinson, Nebraska, 5. rujna 1877.), legendarni indijanski poglavica iz plemena Oglala Lakota.
Izvanredno hrabar ratnik. Vlastiti narod ga priznaje kao vizionara odanog indijanskom načinu života.
Ne zna se gdje se rodio. Pretpostavlja se da je rođen 1840. Imao je tri žene, sestru i polubrata. Ime Ludi Konj dobio je u 18. godini. Vizija koju je imao nakon Grattanskog masakra pratit će ga do smrti.
Ratni vođa postaje 1865. 21. prosinca 1866., s 1000 ratnika napravio je Fettermanski masakr.
1870. uzima prvu suprugu. Iduće godine uzima i drugu. 14. kolovoza 1872. on i Bik Koji Sjedi napali su pratnju željeznice. 26. lipnja 1876. ponovno se susreo s Bikom Koji Sjedi te su izvojevali najveću pobjedu u povijesti indijanskog otpora bijelcima. Tada se odigrala bitka kod Little Big Horna gdje je poginuo general Custer.
U Fort Robinsonu oženio se treći put.
Proboden je bajunetom 5. rujna 1877. i umro tijekom noći sa samo 37 godina.

## Vanjske poveznice
- Ludi Konj – Britannica Online (engl.)
- Crazy Horse (engl.)
- Crazy Horse (engl.)